# Ciliatovelutina lanata
Ciliatovelutina lanata is een slakkensoort uit de familie van de Velutinidae. De wetenschappelijke naam van de soort is voor het eerst geldig gepubliceerd in 1950 door Derjugin.